# Mistrzostwa Europy w Lekkoatletyce 1962 – bieg na 400 m mężczyzn

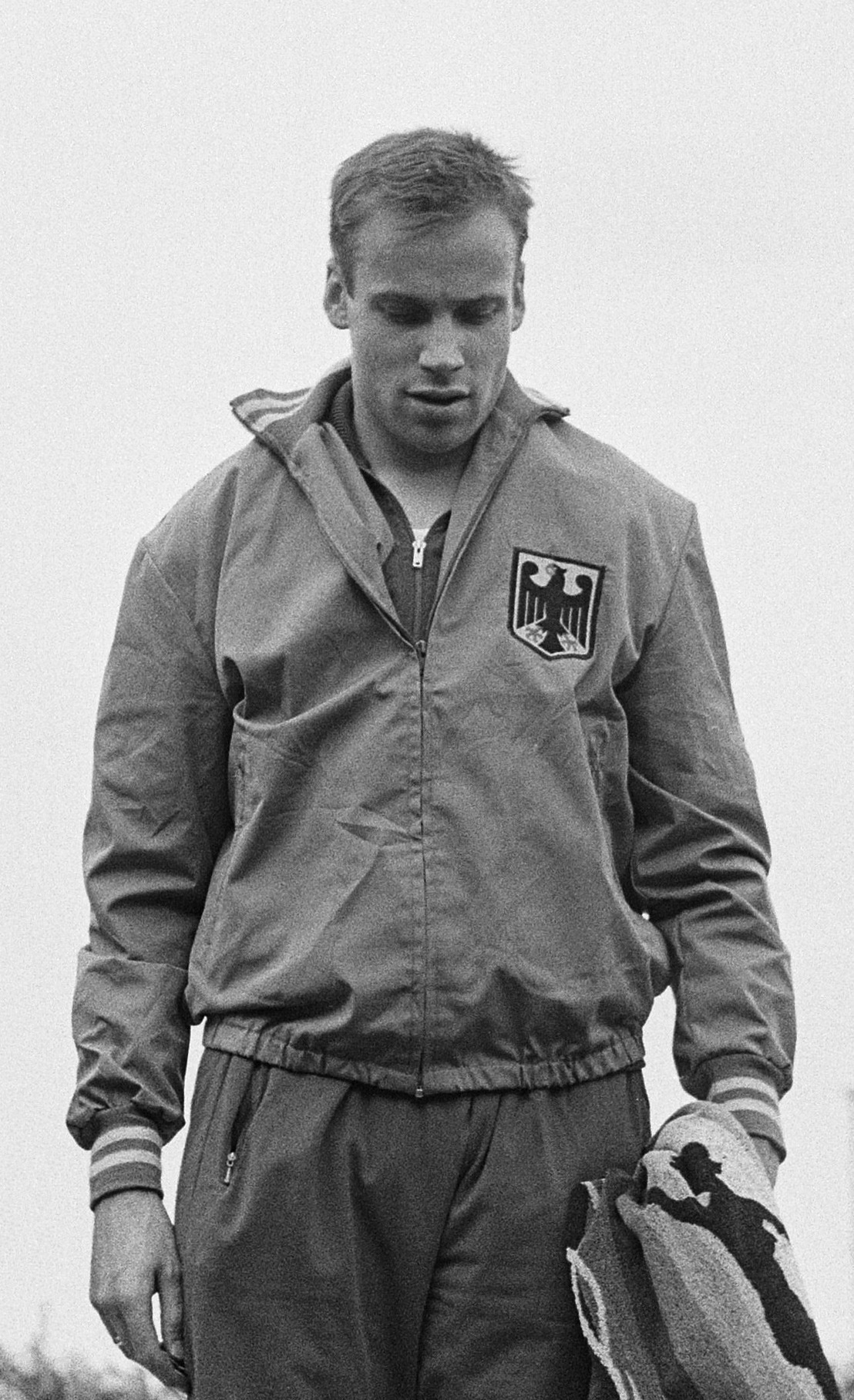
Manfred Kinder

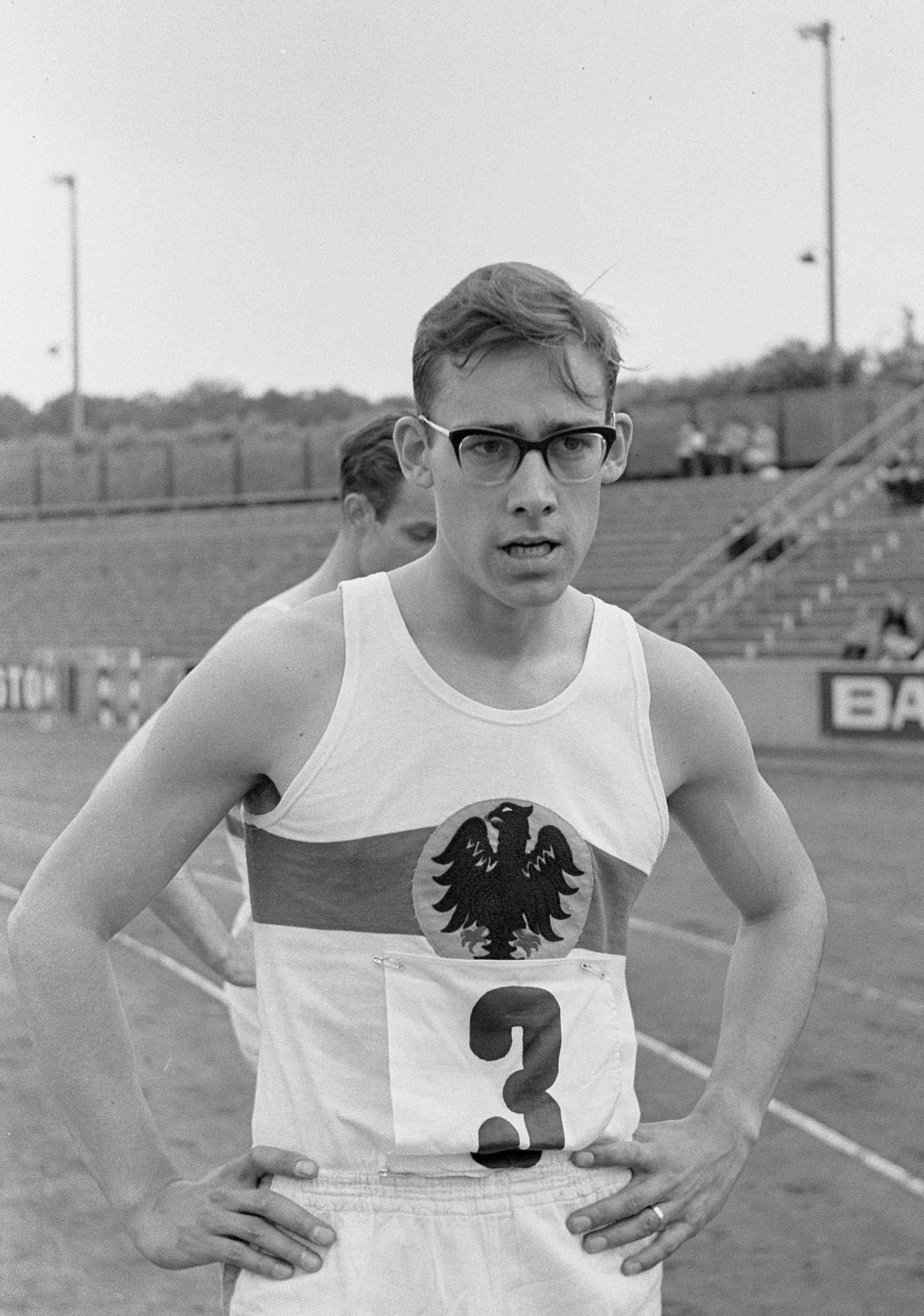
Hans-Joachim Reske

Bieg na dystansie 400 metrów mężczyzn był jedną z konkurencji rozgrywanych podczas VII Mistrzostw Europy w Belgradzie. Biegi eliminacyjne zostały rozegrane 12 września, półfinałowe 13 września, a bieg finałowy 14 września 1962 roku. Zwycięzcą tej konkurencji został reprezentant Wielkiej Brytanii Robbie Brightwell. W rywalizacji wzięło udział dwudziestu czterech zawodników z czternastu reprezentacji.

## Rekordy
| Rekord świata     | Otis Davis (GBR)    | 44,9 | Rzym, Włochy       | 06.09.1960 |
| Rekord świata     | Carl Kaufmann (FRG) | 44,9 | Rzym, Włochy       | 06.09.1960 |
| Rekord Europy     | Carl Kaufmann (FRG) | 44,9 | Rzym, Włochy       | 06.09.1960 |
| Rekord mistrzostw | John Wrighton (GBR) | 46,3 | Sztokholm, Szwecja | 21.08.1958 |

## Wyniki

### Eliminacje
Bieg 1
| Miejsce | Zawodnik          | Czas | Uwagi |
| ------- | ----------------- | ---- | ----- |
| 1       | Josef Trousil     | 48,3 | Q     |
| 2       | Vittorio Barberis | 48,4 | Q     |
| 3       | Jerzy Kowalski    | 49,8 | Q     |
| 4       | Rudi Matt         | 51,5 |       |

Bieg 2
| Miejsce | Zawodnik              | Czas | Uwagi |
| ------- | --------------------- | ---- | ----- |
| 1       | Wadim Archipczuk      | 47,4 | Q     |
| 2       | Jacques Pennewaert    | 47,4 | Q     |
| 3       | Sergio Bello          | 47,6 | Q     |
| 4       | Bengt-Göran Fernström | 47,7 |       |

Bieg 3
| Miejsce | Zawodnik       | Czas | Uwagi |
| ------- | -------------- | ---- | ----- |
| 1       | Manfred Kinder | 47,1 | Q     |
| 2       | Barry Jackson  | 47,4 | Q     |
| 3       | Wiktor Byczkow | 48,2 | Q     |
| 4       | Wasilios Sylis | 48,4 |       |

Bieg 4
| Miejsce | Zawodnik           | Czas | Uwagi |
| ------- | ------------------ | ---- | ----- |
| 1       | Hans-Joachim Reske | 46,9 | Q     |
| 2       | Andrzej Badeński   | 47,4 | Q     |
| 3       | Jean Bertozzi      | 47,6 | Q     |
| 4       | Gürkan Çevik       | 50,0 |       |

Bieg 5
| Miejsce | Zawodnik            | Czas | Uwagi |
| ------- | ------------------- | ---- | ----- |
| 1       | Robbie Brightwell   | 46,6 | Q     |
| 2       | Hans-Olof Johansson | 47,2 | Q     |
| 3       | Mario Fraschini     | 47,3 | Q     |
| 4       | Miloje Grujić       | 47,5 |       |

Bieg 6
| Miejsce | Zawodnik         | Czas | Uwagi |
| ------- | ---------------- | ---- | ----- |
| 1       | Hansruedi Bruder | 47,5 | Q     |
| 2       | Adrian Metcalfe  | 47,6 | Q     |
| 3       | Ronny Sunesson   | 47,6 | Q     |
| 4       | Miroslav Bosnar  | 48,0 |       |

### Półfinały
Półfinał 1
| Miejsce | Zawodnik           | Czas | Uwagi |
| ------- | ------------------ | ---- | ----- |
| 1       | Robbie Brightwell  | 46,4 | Q     |
| 2       | Andrzej Badeński   | 46,5 | Q     |
| 3       | Josef Trousil      | 46,6 |       |
| 4       | Jacques Pennewaert | 46,8 |       |
| 5       | Sergio Bello       | 47,8 |       |
| 6       | Wiktor Byczkow     | 48,3 |       |

Półfinał 2
| Miejsce | Zawodnik           | Czas | Uwagi |
| ------- | ------------------ | ---- | ----- |
| 1       | Hans-Joachim Reske | 46,1 | Q CR  |
| 2       | Adrian Metcalfe    | 46,2 | Q     |
| 3       | Jerzy Kowalski     | 46,3 |       |
| 4       | Wadim Archipczuk   | 46,7 |       |
| 5       | Mario Fraschini    | 47,0 |       |
| 6       | Ronny Sunesson     | 47,4 |       |

Półfinał 3
| Miejsce | Zawodnik            | Czas | Uwagi |
| ------- | ------------------- | ---- | ----- |
| 1       | Manfred Kinder      | 46,5 | Q     |
| 2       | Barry Jackson       | 46,5 | Q     |
| 3       | Hans-Olof Johansson | 46,7 |       |
| 4       | Hansruedi Bruder    | 46,9 |       |
| 5       | Vittorio Barberis   | 47,9 |       |
| –       | Jean Bertozzi       | DNS  |       |

### Finał
| Miejsce | Zawodnik           | Czas | Uwagi |
| ------- | ------------------ | ---- | ----- |
| 1       | Robbie Brightwell  | 45,9 | CR    |
| 2       | Manfred Kinder     | 46,1 |       |
| 3       | Hans-Joachim Reske | 46,4 |       |
| 4       | Adrian Metcalfe    | 46,4 |       |
| 5       | Barry Jackson      | 46,6 |       |
| 6       | Andrzej Badeński   | 47,4 |       |